# Day & Age
Day & Age je tretji studijski album ameriške rock skupine The Killers.
Izšel  je 18. novembra 2008 pri založbi Island Records. Frontman in glavni vokal Brandon Flowers jo je opisal kot "najbolj igrivo ploščo skupine".  Od maja 2015, so prodali tri milijone izvodov Day & Age po vsem svetu.  Po izidu albuma je skupina začela svetovno turnejo Day & Age .

## Promocija
V podporo albumu so the Killers začeli svojo tretjo turnejo, Day & Age Tour . Turneja je postala njihov največji trud doslej, saj so bile razprodane števile predstave na šestih celinah.

## Sprejem
| Objava        | Država              | Priznanje                                          | Leto | Uvrstitev |
| ------------- | ------------------- | -------------------------------------------------- | ---- | --------- |
| Q             | Združeno kraljestvo | 250 Najboljši albumi Q ' živjenja 1986-2010        | 2011 | 144       |
| Q             | Združeno kraljestvo | 50 najboljših albumov leta                         | 2008 | 22        |
| New York Post | Združene države     | 10 najboljših albumov leta                         | 2008 | 2         |
| Rolling Stone | Združene države     | 30 najboljših albumov bralcev leta 2008            | 2008 | 1         |
| Rolling Stone | Združene države     | Najboljši ovitki za album iz leta 2008             | 2008 | 1         |
| Rolling Stone | Združene države     | Najbolj podcenjen album desetletja: anketa bralcev | 2010 | 6         |

## Seznam skladb
Vse pesmi je napisal in uglasbil the Killers.
| Št. | Naslov                   | Dolžina |
| --- | ------------------------ | ------- |
| 1.  | „Losing Touch‟           | 4:15    |
| 2.  | „Human‟                  | 4:09    |
| 3.  | „Spaceman‟               | 4:43    |
| 4.  | „Joy Ride‟               | 3:33    |
| 5.  | „A Dustland Fairytale‟   | 3:45    |
| 6.  | „This Is Your Life‟      | 3:41    |
| 7.  | „I Can't Stay‟           | 3:06    |
| 8.  | „Neon Tiger‟             | 3:05    |
| 9.  | „The World We Live In‟   | 4:40    |
| 10. | „Goodnight, Travel Well‟ | 6:51    |

| Britanske, Irske in Avstralske edicije bonus pesmi | Britanske, Irske in Avstralske edicije bonus pesmi | Britanske, Irske in Avstralske edicije bonus pesmi |
| Št.                                                | Naslov                                             | Dolžina                                            |
| -------------------------------------------------- | -------------------------------------------------- | -------------------------------------------------- |
| 11.                                                | „A Crippling Blow‟                                 | 3:36                                               |

| Japonske dodatne pesmi | Japonske dodatne pesmi     | Japonske dodatne pesmi |
| Št.                    | Naslov                     | Dolžina                |
| ---------------------- | -------------------------- | ---------------------- |
| 11.                    | „A Crippling Blow‟         | 3:37                   |
| 12.                    | „Forget About What I Said‟ | 2:57                   |

| iTunes Trgovina bonus pesmi (ZDA in Kanada) | iTunes Trgovina bonus pesmi (ZDA in Kanada) | iTunes Trgovina bonus pesmi (ZDA in Kanada) |
| Št.                                         | Naslov                                      | Dolžina                                     |
| ------------------------------------------- | ------------------------------------------- | ------------------------------------------- |
| 11.                                         | „Tidal Wave‟                                | 4:13                                        |
| 12.                                         | „Forget About What I Said‟                  | 2:57                                        |
| 13.                                         | „Human‟ (Thin White Duke remix))            |                                             |

| iTunes trgovina bonus pesmi (Združeno kraljestvo, Japonska in Avstralija) | iTunes trgovina bonus pesmi (Združeno kraljestvo, Japonska in Avstralija) | iTunes trgovina bonus pesmi (Združeno kraljestvo, Japonska in Avstralija) |
| Št.                                                                       | Naslov                                                                    | Dolžina                                                                   |
| ------------------------------------------------------------------------- | ------------------------------------------------------------------------- | ------------------------------------------------------------------------- |
| 11.                                                                       | „A Crippling Blow‟                                                        | 3:36                                                                      |
| 12.                                                                       | „Forget About What I Said‟                                                | 2:57                                                                      |

| 10. obletnica edicija bonus pesmi | 10. obletnica edicija bonus pesmi | 10. obletnica edicija bonus pesmi |
| Št.                               | Naslov                            | Dolžina                           |
| --------------------------------- | --------------------------------- | --------------------------------- |
| 11.                               | „Forget About What I Said‟        | 2:57                              |
| 12.                               | „A Crippling Blow‟                | 3:37                              |
| 13.                               | „Joy Ride‟ (night version)        | 7:16                              |

## Osebje
Zasluge prirejene iz opomb dnevnika Day & Age . 

### The Killers
- Brandon Flowers
- Dave Keuning
- Mark Stoermer
- Ronnie Vannucci ml.

### Dodatni glasbeniki
- Daniel de los Reyes - dodatna tolkala (tracks 4, 7)
- Tommy Marth - saksofon (tracks 1, 4, 7)

### Tehnično delo
- Stuart Price – produkcija, miksanje glasbe
- The Killers – produkcija
- Robert Root – inženiring
- Dave Emery – pomoč miksanja
- Alex Dromgoole – pomoč miksanja
- Ted Sablay – dodatni inženiring (pesmi 3, 6, 7)
- Tim Young – mastering

### Umetniško delo
- Paul Normansell – slike
- Erik Weiss – band fotografija
- Julian Peploe Studio – "paketno" oblikovanje
- Kristen Yiengst – umetniška koordinacija
- Doug Joswick – "paketna" produkcija

| Chart (2008)                       | Position |
| ---------------------------------- | -------- |
| Avstralski albumi (ARIA)           | 33       |
| Grški albumi (IFPI)                | 16       |
| Irski albumi (IRMA)                | 16       |
| Mehiški albumi (Top 100 Mexico)    | 28       |
| Novo zelandski albumi (RMNZ)       | 37       |
| Švedski albumi (Sverigetopplistan) | 78       |
| Britanski albumi (OCC)             | 7        |
| Worldwide Albums (IFPI)            | 28       |

| Chart (2009)                                  | Position |
| --------------------------------------------- | -------- |
| Avstralski albumi (ARIA)                      | 70       |
| Avstrijski albumi (Ö3 Austria)                | 64       |
| Belgijski albumi (Ultratop Flanders)          | 92       |
| Kanadski albumi (Billboard)                   | 27       |
| Danski albumi (Hitlisten)                     | 84       |
| Evropski albumi (Billboard)                   | 14       |
| Nemški albumi (Offizielle Top 100)            | 81       |
| Mehiški albumi (Top 100 Mexico)               | 64       |
| Švicarski albumi (Schweizer Hitparade)        | 72       |
| Britanski (OCC)                               | 29       |
| Ameriški Billboard 200                        | 44       |
| ZDA najboljši alternativni albumi (Billboard) | 10       |
| ZDA Najboljši rock albumi (Billboard)         | 15       |

| Chart (2010)           | Position |
| ---------------------- | -------- |
| Britanski albumi (OCC) | 171      |

## Zgodovina izdaj albuma
| Regija              | Datum             | Oblika              | Oznaka      | Katalog      |
| ------------------- | ----------------- | ------------------- | ----------- | ------------ |
| ZDA, Kanada         | 18. november 2008 | LP digitalni prenos | Otok        | B0012197-01  |
| Japonska            | 19. november 2008 | CD digitalni prenos | Univerzalni | UICL-1085    |
| Italija             | 21. november 2008 | CD digitalni prenos | Univerzalni | 602517872875 |
| Avstralija          | 22. november 2008 | CD digitalni prenos | Univerzalni | 1785121      |
| Združeno kraljestvo | 23. novembra 2008 | Digitalni prenos    | Vrtoglavica |              |
| Združeno kraljestvo | 23. novembra 2008 | CD                  | Vrtoglavica | 1785121      |
| Združeno kraljestvo | 23. novembra 2008 | LP                  | Vrtoglavica | 1785123      |
| ZDA, Kanada         | 24. november 2008 | CD                  | Otok        | B0012197-02  |